# Seznam koncertních turné skupiny Kabát

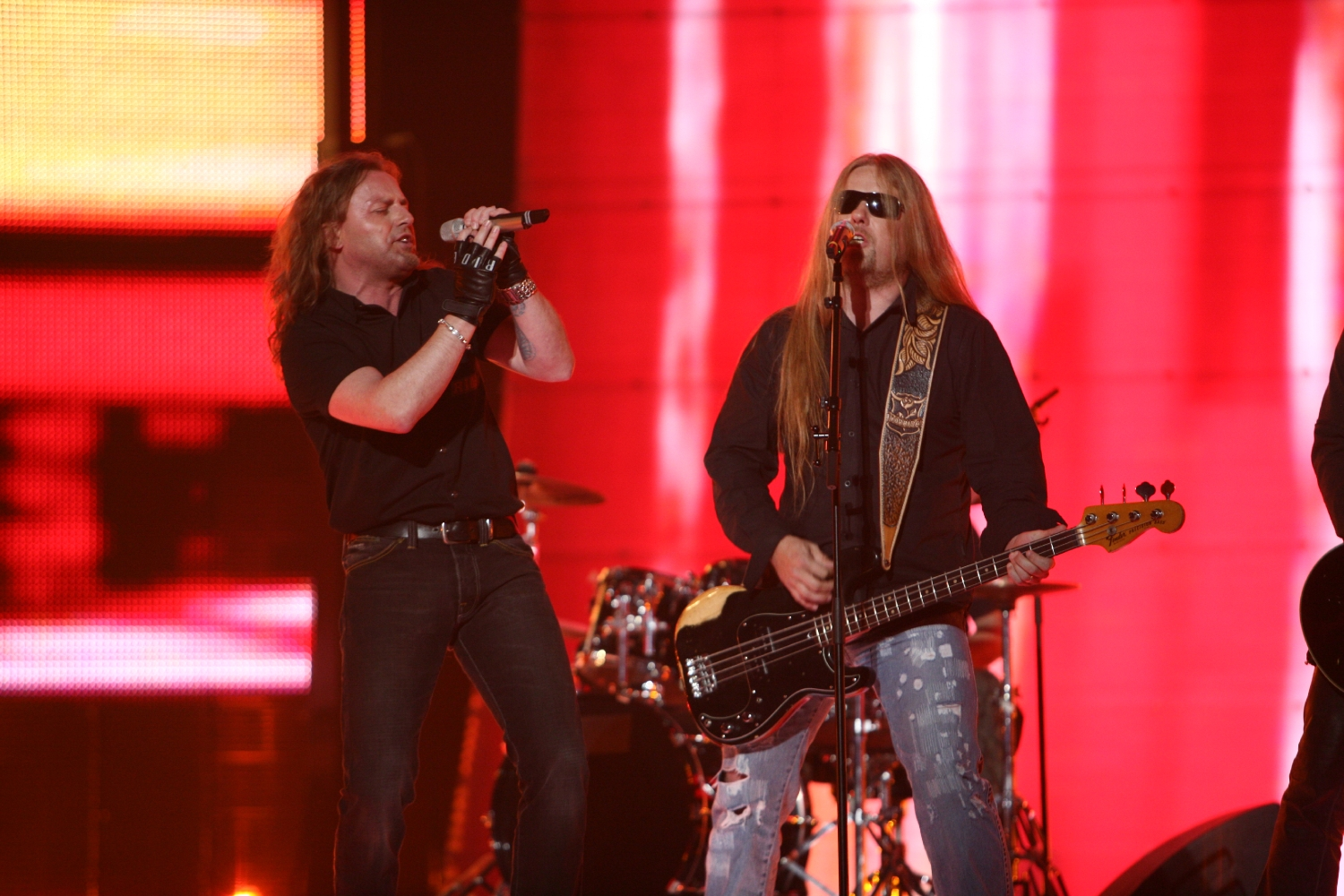
Skupina Kabát na soutěži Eurovision Song Contest 2007

Seznam koncertních turné skupiny Kabát uvádí přehled koncertních turné, která absolvovala hudební skupina Kabát.

## 1991–1999
- Promotion Děvky ty to znaj Tour '93 (1993)
- Promotion Colorado Tour '94 (1994)
- Promotion Země plná trpaslíků Tour '96(1996)
- Čert na koze jel Tour '98 (1998)
- Turné MegaHu (1999)

## 2000–2009
- GSG Tour 2001 (2001)
- Suma Sumárum Tour 2002 (2002)
- Turné 2003 (2003)
- Turné 2004: Dole v dole (2004)
- Turné 2007: Corrida (2007)
- Po čertech velkej koncert (2009)

## 2010–2019
- Turné 2011: Banditi di Praga (2011)
- Turné 2013: Banditi di Praga po 30 letech (2013)
- Po čertech velkej koncert II (2014)
- Open Air Turné 2015 (2015)
- Turné 2017 (2017)
- Po čertech velký turné (2019)

## 2020–2029
- Cirkus Kabát (2021)
- Turné 2020/2022 (2022)
- Po čertech velký turné 2024 (2024)